# Stefan Grzebalski (prokurator)

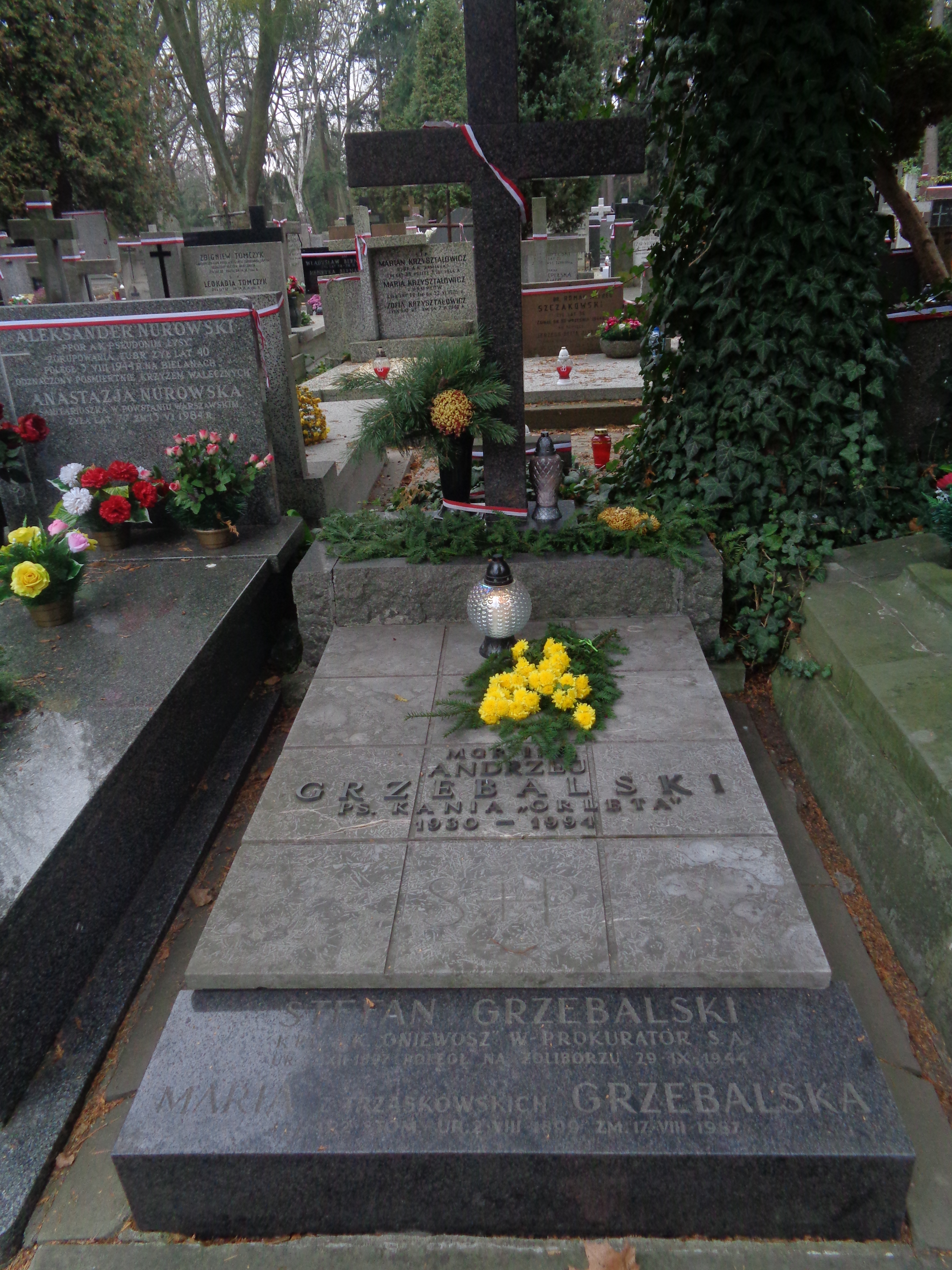
Grób Stefana Grzebalskiego na Cmentarzu Wojskowym na Powązkach

Stefan Grzebalski, ps. „Kruk”, „Gniewosz”, „Poręba”, „Bolesław” (ur. 3 grudnia 1897 w Gniewoszowie, zm. 29 września 1944 w Warszawie) – polski działacz niepodległościowy i prawnik, wiceprokurator Sądu Apelacyjnego w Warszawie, kapitan Armii Krajowej, uczestnik wojny polsko-ukraińskiej i polsko-bolszewickiej, w czasie II wojny światowej szef Biura Sprawiedliwości działającego w strukturach Szefostwa Biur Wojskowych Komendy Głównej AK.

## Życiorys
Urodził się 3 grudnia 1897 w Gniewoszowie, w ówczesnym powiecie kozienickim guberni radomskiej,  w rodzinie Andrzeja (ur. 1863) i Marcjanny z Porębskich (ur. 1875). W czasie nauki w Gimnazjum im. Staszica w Lublinie należał do harcerstwa i angażował się w działalność niepodległościową. Pełnił funkcję komendanta batalionu Wojskowej Kadry Szkolnej w Lublinie.
7 grudnia 1918 jako student prawa na Uniwersytecie Warszawskim wraz z grupą studentów wstąpił do oddziałów Wojska Polskiego tworzonych w Lublinie. Jako żołnierz 3 dywizjonu artylerii konnej walczył w wojnie z Ukraińcami, wspierając pod Wieluniem 1 pułk strzelców bytomskich, a także w wojnie z bolszewikami. Po zwycięstwie nad 1 Armią Konną Budionnego pod Komarowem i wstrzymaniu działań wojennych, ukończył kurs podchorążych w Poznaniu i został zdemobilizowany w marcu 1921 roku. Na stopień podporucznika rezerwy został mianowany ze starszeństwem z 1 kwietnia 1921 w korpusie oficerów artylerii. W 1924 posiadał przydział w rezerwie do 5 dywizjonu artylerii konnej w Krakowie, a dziesięć lat później do 3 dywizjonu artylerii konnej w Wilnie.
W 1926 ukończył studia prawnicze na Uniwersytecie Warszawskim i został mianowany asesorem sądowym w okręgu sądu apelacyjnego w Warszawie. 24 lutego 1930 został mianowany podprokuratorem Sądu Okręgowego w Warszawie z równoczesną delegacją do czynności w Ministerstwie Sprawiedliwości. W 1933 był wiceprokuratorem Sądu Okręgowego w Warszawie delegowanym do Wydziału Osobowego Departamentu Administracyjnego Ministerstwa Sprawiedliwości. Jednocześnie był aktywnym członkiem Związku Oficerów Rezerwy i Związku Strzeleckiego, przy którym w 1934 r. utworzono młodzieżową organizację "Orlęta", której był jednym z inspektorów. W 1939 był wiceprokuratorem Prokuratury przy Sądzie Apelacyjnym w Warszawie.
Po wybuchu II wojny światowej był szefem Biura Sprawiedliwości w strukturach Szefostwa Biur Wojskowych Komendy Głównej Armii Krajowej, którego zebrania odbywały się między innymi w jego mieszkaniu przy Pl. Henkla 4 w Warszawie. W czasie powstaniu warszawskim pełnił funkcję sędziego Wojskowego Sądu Specjalnego mieszczącym się na ulicy Kossaka 4.
Poległ 29 września 1944 w ogrodzie domu przy Kossaka 18 w Warszawie, prawdopodobnie rażony odłamkiem. Został pochowany na Cmentarzu Wojskowym na Powązkach (kwatera A 23-1-19).
W 1926 ożenił się z Marią Trzaskowską (1899-1987), lekarzem dentystą, z którą miał córkę Krystynę Marię, ps. „Ksenia” po mężu Domańską (1927-2025), w powstaniu warszawskim strzelca plutonu 228 kompanii sztabowej Obwodu Żoliborz Armii Krajowej.

## Ordery i odznaczenia
- Krzyż Niepodległości – 28 grudnia 1933 „za pracę w dziele odzyskania niepodległości”[18] w zamian za uprzednio (13 kwietnia 1931) nadany Medal Niepodległości[19][1][20]
- Złoty Krzyż Zasługi – 9 listopada 1931 „za zasługi na polu organizacji sądownictwa”[21]